# Vasilije Vučetić
Vasilije Vučetić (Vrbas, Serbia, 4 de mayo de 1996) es un jugador de baloncesto serbio que forma parte de la plantilla del Real Valladolid Baloncesto de la Primera Feb. Con 2.07 de estatura, su puesto natural en la cancha es el de pívot. 

## Trayectoria
El jugador se formó en la cantera del BC Olimpija Ljubljana esloveno. Fue titular de la selección Sub-20 de Serbia.
En agosto de 2016, ficha por tres temporadas por el Dominion Bilbao Basket, jugando la primera de ellas en las filas del Zornotza Saskibaloi Taldea de LEB Plata, equipo asociado al Bilbao Basket.
En octubre de 2016, debutó en el partido de Eurocup frente al Alba Berlín.
En enero de 2017, la tragedia se ceba con la familia del jugador ya que el padre fallece en un accidente de tráfico cuando intentaba ayudar en una colisión previa y su madre resultaría herida.
El 4 de julio de 2017 asciende definitivamente a la primera plantilla del Club Basket Bilbao Berri, que lo cede en febrero de 2018 al Sammic Hostelería hasta final de temporada.
El Club Melilla Baloncesto hace oficial su contratación en agosto de 2018 por una temporada, en la que promedió 6,9 puntos y 3,1 rebotes en los casi 18 minutos que estuvo en pista.
El Club Baloncesto Peñas Huesca hace oficial su contratación en julio de 2019 por una temporada.
En la temporada 2020-21, regresa a Serbia para jugar en el KK Krka Novo Mesto.
En la temporada 2021-22, juega en el KK Vojvodina con el que participa en 28 partidos de la Liga Serbia de Baloncesto, con una media de 17 minutos, 8.1 puntos, 58.3% de efectividad en el tiro de dos, 3.6 rebotes y una valoración de 8.2. También disputa 13 partidos de la ABA Liga con una media de 20 minutos jugados, 7.6 puntos, 51.9% de efectividad en tiros de dos puntos, 4.2 rebotes y 9.2 de valoración.
El 25 de agosto de 2022, firma por el Força Lleida Club Esportiu de la Liga LEB Oro.
El 14 de septiembre de 2023, regresa a Serbia para jugar en el KK Vojvodina con el que disputa la ABA Liga y la KLS.
El 1 de agosto de 2024, firma por el Real Valladolid Baloncesto de la Primera Feb.

## Selección nacional
Con la selección Sub-16 fue bronce en el Europeo de 2012 en Lituania, y luego con la Sub-18 fue plata en el Europeo de 2014 celebrado en Turquía.
En 2016 jugó con la selección Serbia en el EuroBasket Sub-20, firmando 11 puntos y 4,1 rebotes por encuentro.

## Palmarés
- 2012. Serbia. Europeo Sub-16, en Lituania.
- 2014. Serbia. Albert Schweitzer, en Mannheim (Alemania).
- 2014. Serbia. Europeo Sub-18, en Konya (Turquía).
- 2014-15. Union Olimpija Ljubljana (Eslovenia). Supercopa. Subcampeón